# 刺果叶下珠
刺果叶下珠（学名：Phyllanthus forrestii）为大戟科叶下珠属下的一个种。

## 扩展阅读
- 維基物種上的相關：刺果叶下珠